# Пески (Некрасовский район)
Пески — деревня в Некрасовском районе Ярославской области России. 
В рамках организации местного самоуправления входит в сельское поселение Красный Профинтерн, в рамках административно-территориального устройства входит в состав Диево-Городищенского сельского округа.

## География
Расположена в 19 километрах к востоку от центра города Ярославля, на левом берегу Волги, у восточных окраин села Диево-Городище.

## Население
| 2007 | 2010 |
| ---- | ---- |
| 303  | ↘289 |

Согласно результатам переписи 2002 года, в национальной структуре населения русские составляли 96 % из 293 жителей.